# Музей деревянного зодчества
Эта статья — о суздальском музее. О музеях деревянного зодчества с другими названиями см. категорию Музеи русского деревянного зодчества.
Музей деревянного зодчества находится в Суздале и состоит из сооружений русского деревянного зодчества. Он является частью Владимиро-Суздальского музея-заповедника и комплексом культурного наследия федерального значения.
Музей был создан в 1960-х годах усилиями реставратора Валерия Анисимова, автора монографии «Народное зодчество Владимирского края». Планировалось перевезти в музей более 30 деревянных построек из населённых пунктов Владимирской области. Первым зданием музея называют Никольскую церковь из ныне несуществующего села Глотово, в 1960 году перенесённую в Суздальский кремль. Так же за оградой музея установлены 3 свайных амбара на берегу Каменки. Музей находится на месте основанного в XI веке Дмитриевского Печерского монастыря, уничтоженного советской властью в 1930-х годах. При установке строений и прокладке коммуникации проводились архитектурные раскопки. Несмотря на их ограниченный характер, было найдено множество предметов различных исторических периодов, в том числе домонгольского.
Ядром экспозиции являются Воскресенская и Преображенская церкви XVIII века, кроме того представлены многочисленные жилые и хозяйственные постройки, а также часовня. Были перевезены 18 из запланированных памятников, остальные сгорели или снесены. В 2010-х годах музей пополнился единственным неперевезённым строением — домом купцов Агаповых XVIII века, находящимся на смежном участке. В музее ежегодно проводится Праздник огурца.

## Объекты
- Воскресенская церковь из села Патакино (1776 год)
- Преображенская церковь из села Козлятьево (1756 год)
- Часовня из Бедрино (1880 год)
- Дом купцов Агаповых, Суздаль (XVIII век)
- Дом Волковых из с. Илькино (XIX век)
- Дом Евграфовых из с. Тынцы (XIX век)
- Дом жилой из с. Васенино (XIX век)
- Дом Кузовкиных из с. Лог (1861 год)
- Дом Куликовых из с. Каменево (1861 год)
- Баня чёрная из с. Новоалександрово (XIX век)
- 3 свайных амбара из с. Польцо (XIX век)
- Ступальный колодец из с. Кольцово (XIX век)
- Лабаз из с. Мошок (XIX век)
- 2 ветряные мельницы из с. Мошок (XIX век)
- 2 овина из с. Никитино (XIX век)